# Indalmus distinctus
Indalmus distinctus es una especie de coleóptero de la familia Endomychidae.

## Distribución geográfica
Habita en Birmania y Assam.